# Права ЛГБТ в Индии
Права лесбиянок, геев, бисексуалов и трансгендерных людей (ЛГБТ) в Индии в последние годы быстро развиваются. Однако индийские ЛГБТ-граждане по-прежнему сталкиваются с определёнными социальными и правовыми трудностями, с которыми не сталкиваются граждане, не относящиеся к ЛГБТ. В стране отменены законы колониальной эпохи, которые напрямую дискриминировали гомосексуальную и трансгендерную идентичность, а также прямо интерпретирована статья 15 Конституции, запрещающая дискриминацию по признаку сексуальной ориентации и гендерной идентичности. Но многие виды правовой защиты не были предусмотрены, включая однополые браки.
Трансгендерным людям в Индии разрешено менять свой юридический пол после операции по смене пола в соответствии с законодательством, принятым в 2019 году, и у них есть конституционное право регистрировать себя под третьим полом. Кроме того, некоторые штаты защищают хиджры, традиционное население третьего пола в Южной Азии, посредством жилищных программ и предлагают социальные пособия, пенсионные льготы, бесплатные операции в государственных больницах, а также другие программы, направленные на оказание им помощи. В Индии насчитывается около 480 000 транслюдей.
В 2018 году в знаковом решении по делу Навтедж Сингх Джохар против Союза Индии Верховный суд Индии декриминализировал гомосексуальные связи по обоюдному согласию, зачитав статью 377 Уголовного кодекса Индии и исключив из её сферы действия гомосексуальные связи по обоюдному согласию между взрослыми.
Несмотря на сильные политические движения в поддержку прав ЛГБТ, среди индийского населения по-прежнему присутствует значительное количество гомофобии: согласно опросу общественного мнения, примерно каждый четвёртый индиец возражает против однополых отношений. В 2010-х годах ЛГБТ в Индии все больше обретают терпимость и признание, особенно в крупных городах.
Международная исследовательская компания Ipsos опубликовала отчет о глобальном опросе «ЛГБТ+Гордость 2021», проведенном с 23 апреля по 7 мая 2021 года. Результаты показывают, что 2% опрошенного онлайн населения Индии идентифицируют себя не как мужчина или женщина, а трансгендерными, небинарными, неконформными, гендерно-флюидный. Что касается сексуальной ориентации, отчет показывает, что 3% опрошенного населения Индии идентифицируют себя как гомосексуалы (включая геев и лесбиянок), 9% — как бисексуалы, 1% — как пансексуалы и 2% — как асексуалы. В целом, 17% идентифицируют себя как не гетеросексуальные (исключая «не знаю» и «предпочитаю не отвечать»).

## История ЛГБТ в Индии

### Индуистские писания
Индуизм признает третий пол; в Махабхарате есть некоторые персонажи, которые, согласно некоторым версиям эпоса, меняют пол, например, Шикханди, который, как иногда говорят, родился женщиной, но идентифицирует себя как мужчина и в конце концов женится на женщине. Бахучара Мата - богиня плодородия, которой поклоняются хиджры как своей покровительнице.
Нарада-смрити и Сушрута-самхита, два важных санскритских текста, относящихся к дхарме и медицине соответственно, объявляют гомосексуальность неизменной и запрещают гомосексуалистам жениться на партнёре противоположного пола. В Нарада-смрити перечислены четырнадцать типов панда (мужчин, страдающих импотенцией с женщинами); среди них мухебхага (мужчины, занимающиеся оральным сексом с другими мужчинами), севьяка (мужчины, получающие сексуальное удовольствие от других мужчин) и иршияка (вуайерист, наблюдающий за сексом других мужчин). В Камасутре, санскритском тексте о сексуальном поведении человека, термин трития-пракрити используется для определения мужчин с гомосексуальными желаниями и подробно описывает их практику. Аналогичным образом в Камасутре описываются лесбиянки (сваирини, которые занимаются агрессивными занятиями любовью с другими женщинами), бисексуалы (называемые ками или пакша), трансгендерные и интерсексуальные люди. В Сушрута-самхита и Чарака-самхита вопрос гомосексуализма рассматривается более подробно, утверждается, что гомосексуалисты зачаты при недостатке спермы отца, а транссексуалы - когда отец и мать меняются ролями во время полового акта (инд. пурушаита, «женщина сверху»).
Однако в другом индуистском тексте, Ману-смрити, существуют различные наказания за гомосексуализм. Зрелая женщина, занимающаяся сексом с девочкой, наказывалась тем, что ей брили голову или отрубали два пальца, а также заставляли ездить на осле. В отношении мужчин-гомосексуалистов в Ману-смрити говорится, что сексуальный союз между двумя людьми (как гомосексуальными, так и гетеросексуальными) в повозке приведет к потере касты.
Девдутт Паттанаик резюмирует место гомосексуализма в индуистской литературе следующим образом: «хотя он и не был частью мейнстрима, его существование признавалось, но не одобрялось».

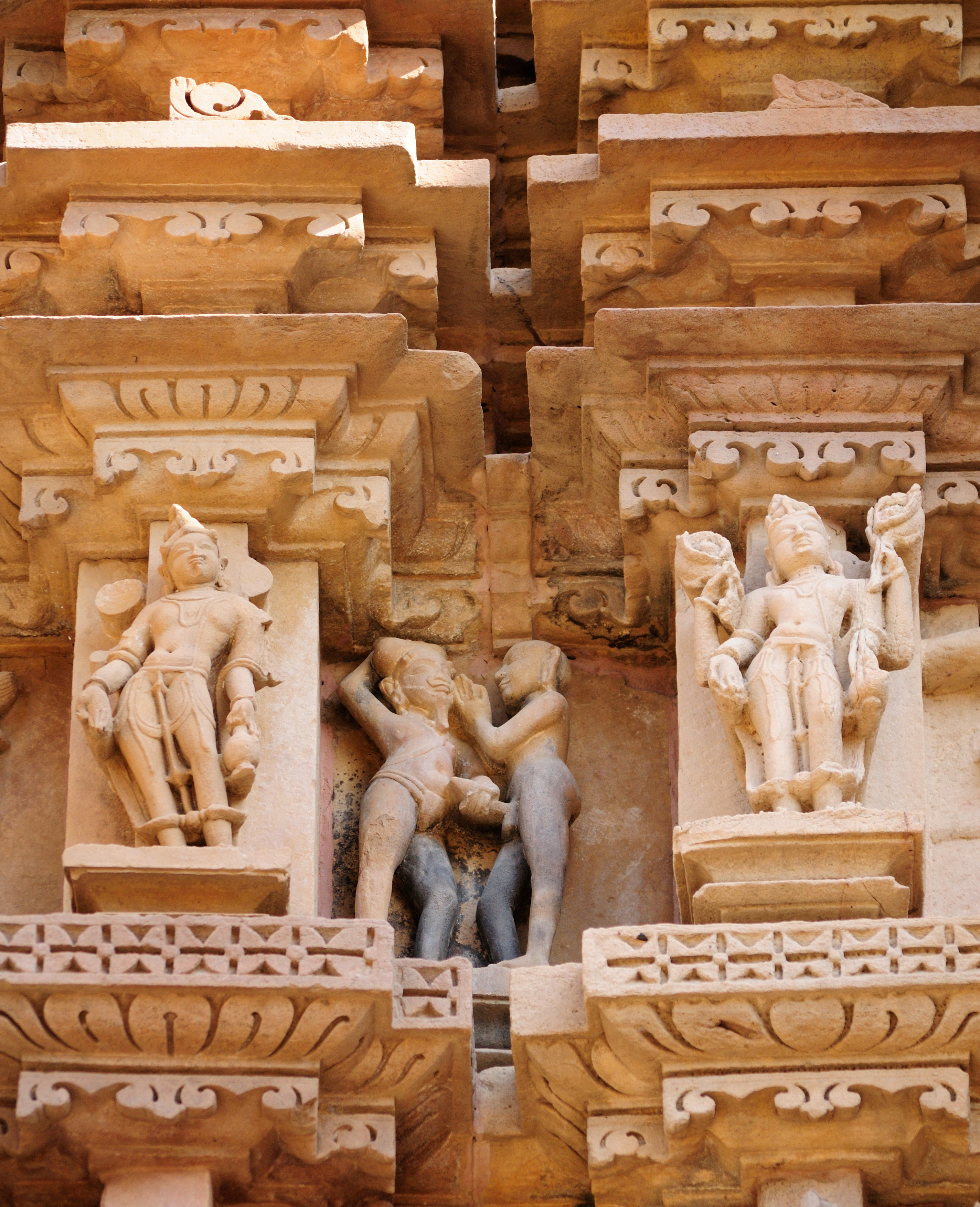
Эротические скульптуры двух мужчин (в центре) в храмах Кхаджурахо

Индуистские храмы Кхаджурахо, известные своими эротическими скульптурами, содержат несколько изображений гомосексуальной активности. Историки давно утверждают, что доколониальное индийское общество не криминализировало однополые отношения и не считало их аморальными или греховными. В индуизме гомосексуализм традиционно считается естественным и радостным, хотя некоторые тексты содержат запреты на гомосексуальные отношения, в частности, среди священников.

### Империя Великих Моголов
Во времена империи Великих Моголов ряд ранее существовавших законов Делийского султаната был объединен в Фатава-и-Аламгири, предписывающий общий набор наказаний за зина (незаконный половой акт), включающий гомосексуализм. Они могли включать 50 ударов плетью для раба, 100 для свободного неверного или смерть через побиение камнями для мусульманина.

### Британская империя
Кодификация криминализации гомосексуальной активности была принята британцами в виде статьи 377, которая действовала более 70 лет после обретения Индией независимости. В португальской Индии инквизиция в Гоа когда-то наказывала содомию, но не лесбийскую активность, смертной казнью, в то время как Британский радж криминализировал анальный секс и оральный секс (как для гетеросексуалов, так и для гомосексуалов) в соответствии со статьей 377 Уголовного кодекса Индии, который вступил в силу в 1861 году и сделал преступлением добровольное «половое сношение против законов природы». Ученые также утверждают, что первоначальное намерение статьи 377 заключалось в том, чтобы служить средством, с помощью которого британский радж мог бы и дальше контролировать тело колониального подданного. В колониальной морали викторианской эпохи эти подданные рассматривались как эротически порочные и нуждающиеся в контроле.
В 1884 году суд на севере Индии, вынося решение по делу хиджры, отметил, что физический осмотр обвиняемой показал, что она «имеет черты привычного катамита», и одобрил стремление полиции «проверить эти отвратительные практики». В 1871 году британцы назвали хиджру «преступным племенем».

### Постнезависимость
Решением высшего суда Дели по делу Фонд Наз против Правительства Дели от 2009 года статья 377 и другие законодательные запреты на частный, взрослый, консенсуальный и некоммерческий однополый секс были признаны прямым нарушением основных прав, предусмотренных Конституцией Индии. Статья 377 гласила, что: «Тот, кто добровольно вступает в плотские отношения против законов природы с любым мужчиной, женщиной или животным, наказывается [пожизненным лишением свободы] или лишением свободы любого вида на срок до десяти лет, а также наказывается штрафом», с дополнительным пояснением, что: «Проникновение является достаточным для совершения плотского сношения, необходимого для преступления, описанного в данном разделе».
Согласно предыдущему постановлению Верховного суда Индии, решения высшего суда о конституционности закона применяются на всей территории Индии, а не только в том штате, на который распространяется юрисдикция данного высшего суда
Имели место случаи преследования ЛГБТ-групп со стороны властей на основании этого закона.
23 февраля 2012 года Министерство внутренних дел Индии высказалось против декриминализации гомосексуальных отношений, заявив, что в Индии гомосексуализм считается аморальным. Центральное правительство изменило свою позицию 28 февраля 2012 года, заявив, что в декриминализации гомосексуальных отношений нет юридической ошибки. Изменение позиции привело к тому, что двое судей Верховного суда сделали замечание центральному правительству за то, что оно часто меняет свой подход к этому вопросу.
11 декабря 2013 года Верховный суд отменил постановление высшего суда Дели 2009 года о декриминализации гомосексуальных отношений по обоюдному согласию в пределах своей юрисдикции.
Human Rights Watch выразила обеспокоенность тем, что постановление Верховного суда сделает однополые пары и людей, которые открыто заявили о своей сексуальности после решения высшего суда, уязвимыми для преследования и шантажа со стороны полиции, заявив, что «постановление Верховного суда - это разочаровывающее поражение человеческого достоинства и основных прав на частную жизнь и недискриминацию». Фонд Наз заявил, что подаст петицию о пересмотре решения суда. Активистская группа Kavi's Humsafar Trust сообщила, что 40% гомосексуалистов в стране столкнулись с шантажом после решения суда 2013 года.
28 января 2014 года Верховный суд Индии отклонил петицию о пересмотре дела, поданную центральным правительством, Фондом Наз и рядом других организаций против своего вердикта от 11 декабря по статье 377. Судебная коллегия объяснила свое решение тем, что: «Оглашая статью 377, Высший суд упустил из виду, что мизерную часть населения страны составляют лесбиянки, геи, бисексуалы или трансгендеры, и за более чем 150 лет менее 200 человек были привлечены к ответственности за совершение преступления по статье 377, и это не может служить веским основанием для признания данной статьи превышающей полномочия статей 14, 15 и 21».
18 декабря 2015 года Шаши Тарур, член партии Индийский национальный конгресс, внес законопроект об отмене статьи 377, но он был отклонен в Палате представителей.
2 февраля 2016 года Верховный суд принял решение пересмотреть криминализацию гомосексуальных отношений. В августе 2017 года Верховный суд единогласно постановил, что право на неприкосновенность частной жизни является неотъемлемым и фундаментальным правом в соответствии с Конституцией Индии. Суд также постановил, что сексуальная ориентация человека является вопросом частной жизни, что дало надежду ЛГБТ-активистам, что суд вскоре отменит статью 377.
В январе 2018 года Верховный суд согласился передать вопрос о действительности статьи 377 на рассмотрение большой коллегии и заслушал несколько петиций 1 мая 2018 года. В ответ на запрос суда о его позиции по петициям, правительство объявило, что не будет возражать против петиций и оставит дело «на усмотрение суда». Слушания начались 10 июля 2018 года, а вердикт ожидался до октября 2018 года. Активисты считают это дело самым значительным и «величайшим прорывом в области прав геев со времен независимости страны», и оно может иметь далеко идущие последствия для других стран Содружества, которые все ещё объявляют гомосексуализм вне закона.

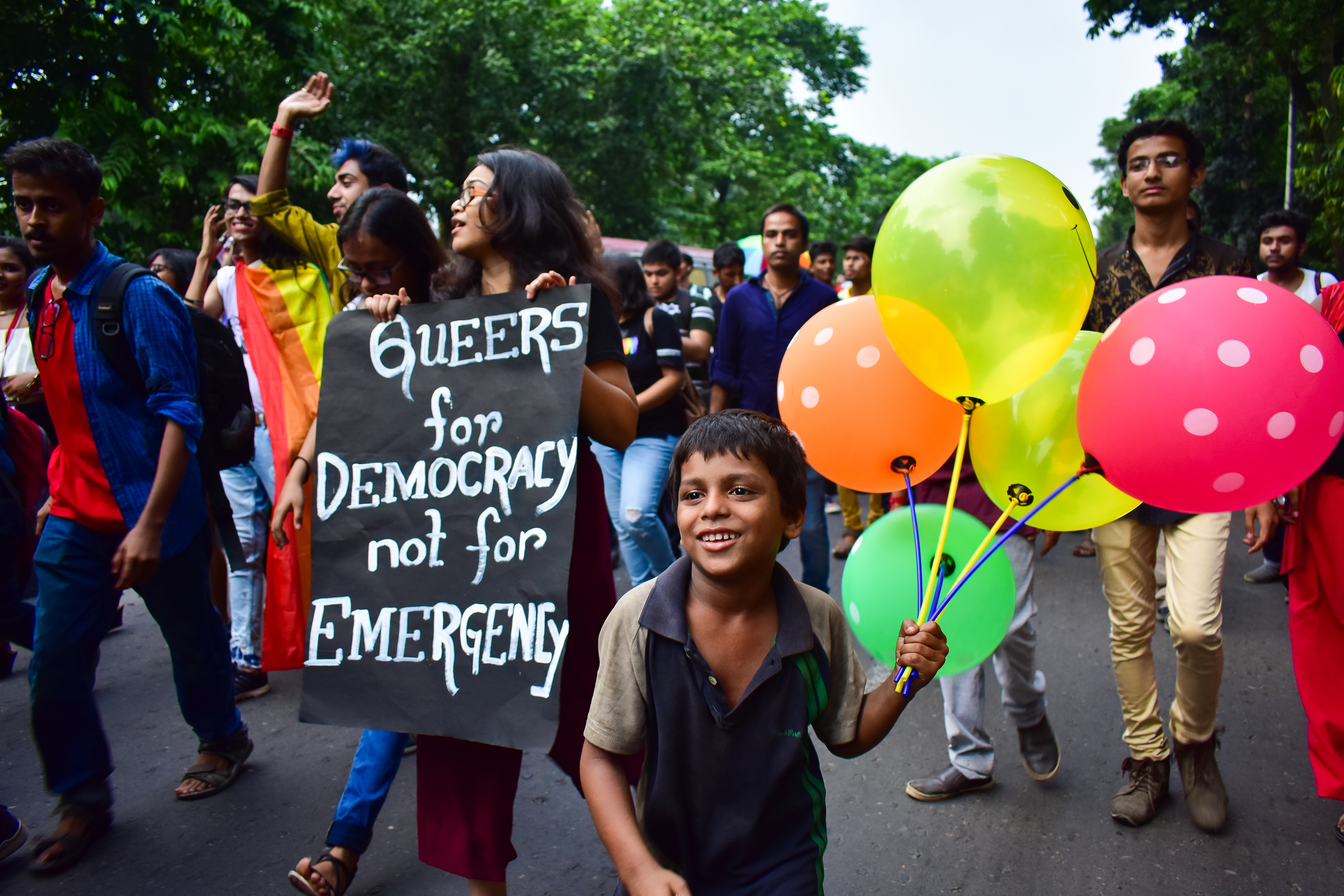
Парад в Калькутте по случаю решения Верховного суда, 2018 год

6 сентября 2018 года Верховный суд вынес свой вердикт. Суд единогласно постановил, что статья 377 является неконституционной, поскольку она нарушает фундаментальные права на автономию, интимность и идентичность, тем самым легализовав гомосексуальность в Индии. Суд прямо отменил свое решение 2013 года.

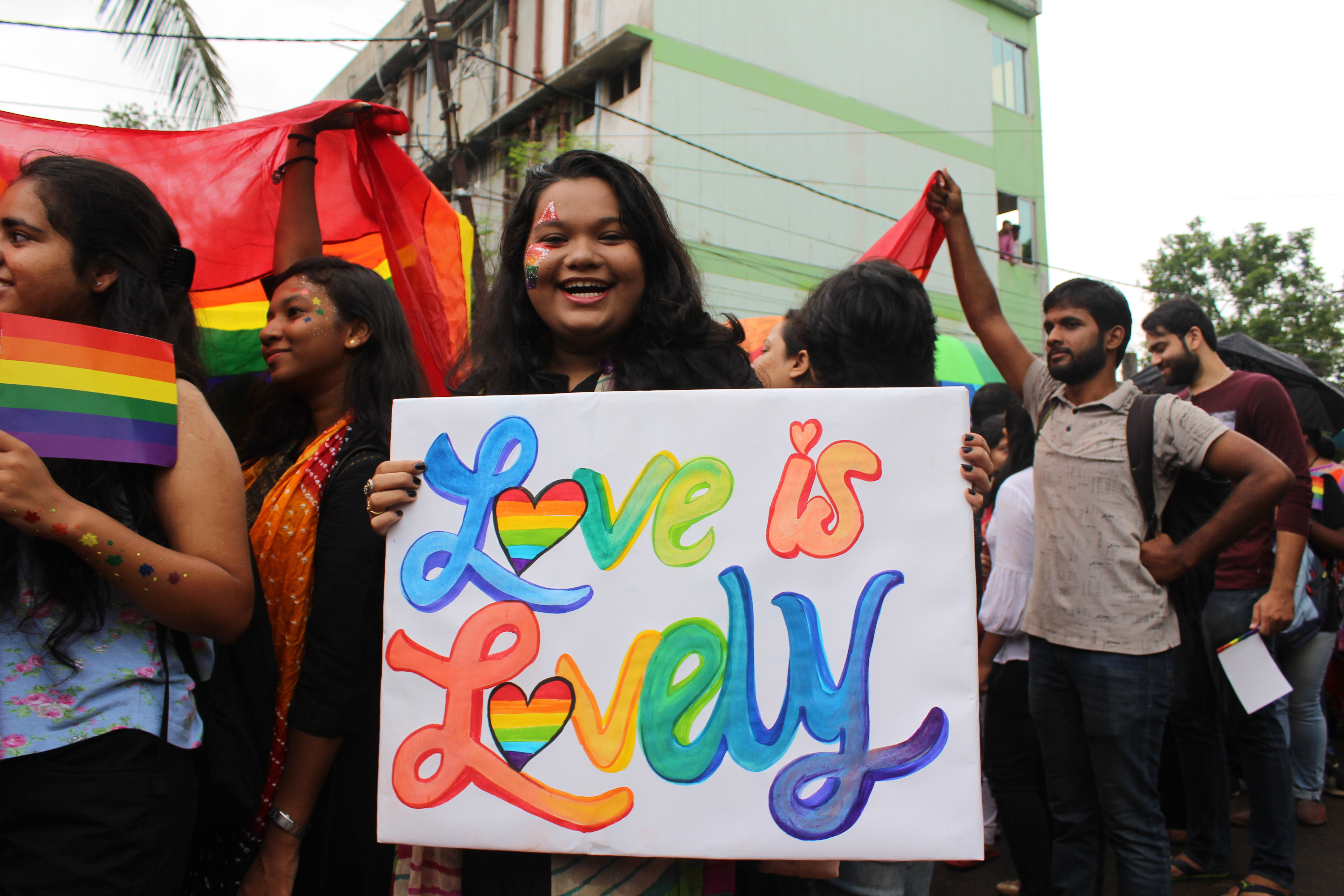
Участники парада гордости в Бхубанешваре в 2019 году

Главный судья Дипак Мисра сообщил о решении следующее:
Криминализация плотских сношений является иррациональной, произвольной и явно неконституционной
Судья Инду Малхотра:
История должна извиниться перед этими людьми и их семьями. Гомосексуальность является частью человеческой сексуальности. Они имеют право на достоинство и свободу от дискриминации. Для [ЛГБТ-сообщества] разрешены половые акты по обоюдному согласию взрослых людей.
Судья Дхананджая Й. Чандрачуд:
Трудно исправить ошибку, допущенную историей. Но мы можем определить курс на будущее. Это дело касается гораздо большего, чем декриминализация гомосексуальности. Речь идет о том, что люди хотят жить с достоинством.
Кроме того, суд постановил, что любая дискриминация по признаку сексуальной ориентации является нарушением Конституции Индии:
Сексуальная ориентация - это одно из многих биологических явлений, которое является естественным и присущим человеку и контролируется неврологическими и биологическими факторами. Наука о сексуальности теоретически доказала, что человек практически не контролирует то, к кому он испытывает влечение. Любая дискриминация по признаку сексуальной ориентации влечет за собой нарушение фундаментального права на свободу выражения мнения.

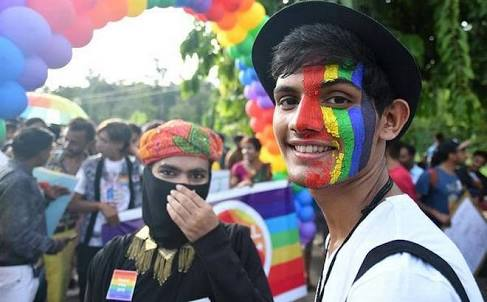
Участники парада в Бхопале в 2018 году в честь постановления Верховного суда

Верховный суд также обязал правительство принять все меры для надлежащего распространения информации о том, что гомосексуальность не является уголовным преступлением, для повышения осведомленности общественности и устранения стигмы, с которой сталкиваются члены ЛГБТ-сообщества, а также для периодического обучения сотрудников полиции с целью повышения их осведомленности по данному вопросу.
Решение также содержало встроенную гарантию того, что оно не может быть отменено снова в соответствии с «Доктриной постепенной реализации прав».
Эксперты в области права призвали правительство принять законодательство, отражающее это решение, и разработать законы, разрешающие однополые браки, усыновление детей однополыми парами и права наследования.
Секс без согласия (изнасилование) и скотоложство остаются уголовными преступлениями. Первоначально было неизвестно, распространяется ли постановление Верховного суда на бывший штат Джамму и Кашмир, который регулируется собственным уголовным законодательством - Уголовным кодексом Ранбира. Мнения юристов разделились по поводу того, распространяется ли решение Верховного суда на этот штат или нет. Согласно решению высшего суда штата от 1995 года, когда положение Индийского уголовного кодекса отменяется на основании нарушения Конституции, соответствующее положение Ранбирского уголовного кодекса также отменяется. 31 октября 2019 года штат был разделен на союзные территории Джамму и Кашмир и Ладакх, на которых применяется Индийский уголовный кодекс. Уголовный кодекс Ранбира был упразднен.

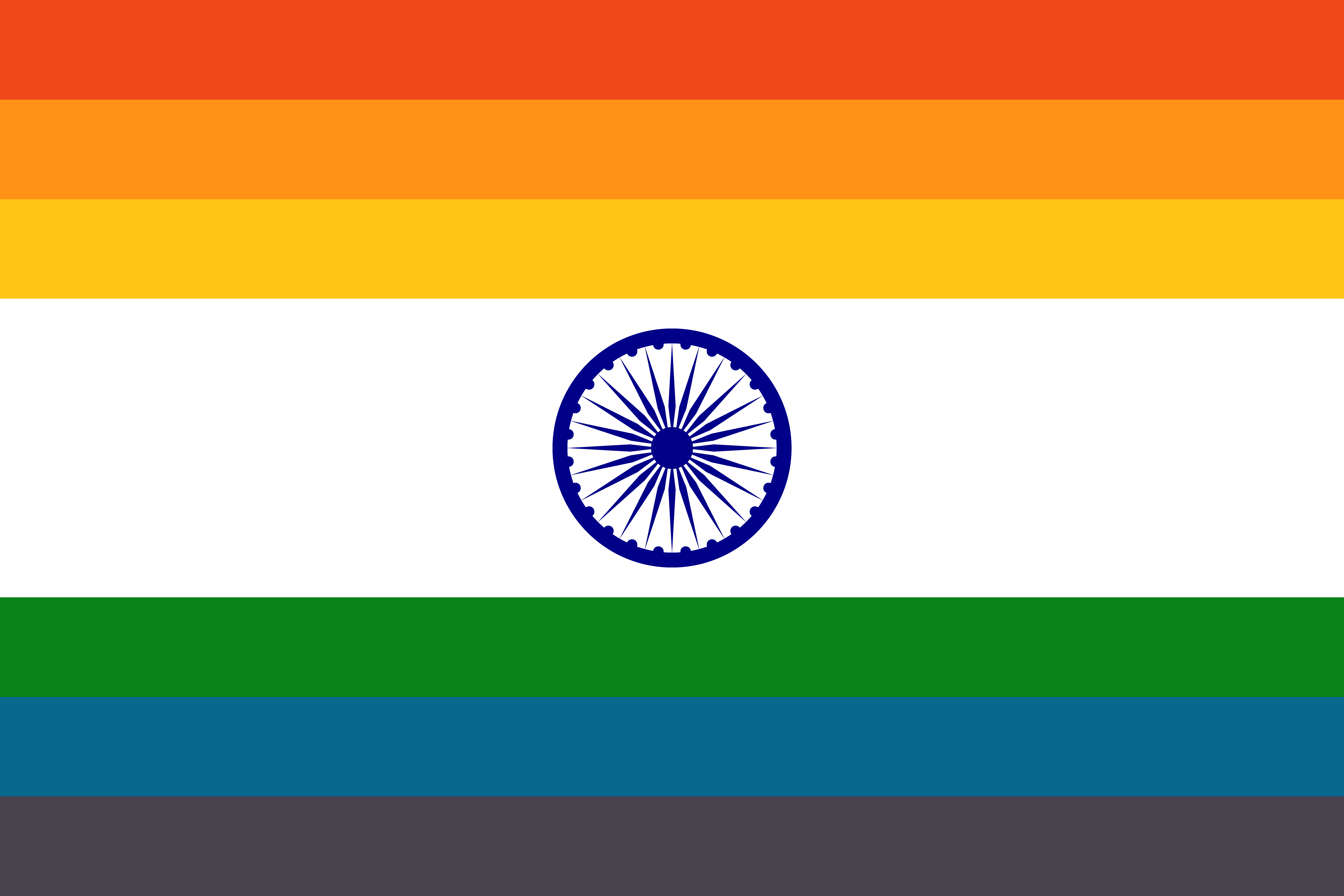
Неофициальный флаг гордости, представляющий ЛГБТ-сообщество Индии

В сентябре 2021 года расположенный в Ченнаи высший суд Мадраса, под юрисдикцией которого находится штат Тамилнад, постановил, что в медицинском образовании процветает квирфобия, и предписал медицинским учреждениям и полиции перестроить свои службы для поддержки ЛГБТ.

## Признание однополых отношений
Однополые браки в Индии не признаются законом, и однополым парам предоставляются ограниченные права, такие как гражданский союз или домашнее партнёрство. В 2011 году суд штата Харьяна признал однополый брак двух женщин. После заключения брака пара начала получать угрозы от друзей и родственников из своей деревни. В итоге пара получила одобрение семьи.
Их адвокат сказал, что суд направил уведомление 14 родственникам Вины и жителям деревни, которые угрожали им «ужасными последствиями». Харьяна стала центром широкомасштабных протестов сельских жителей, которые считают, что их деревенские советы или капхи должны иметь право налагать собственные наказания на тех, кто не подчиняется их постановлениям или нарушает местные традиции - в основном это убийства в защиту чести тех, кто женится в пределах своей гетры или подкасты, что в штате считается сродни кровосмешению. Заместитель комиссара полиции доктор Абхе Сингх сообщил The Daily Telegraph: «Пара была переведена в безопасное место, и мы обеспечили им надлежащую безопасность по решению суда. Безопасность обеспечивается на основе восприятия угрозы, и в данном случае пара опасалась, что их семьи могут быть против их отношений».
В октябре 2017 года группа граждан предложила Юридической комиссии Индии проект нового Единого гражданского кодекса, легализующего однополые браки.
В нём брак определяется как «законный союз, предусмотренный настоящим законом, мужчины с женщиной, мужчины с другим мужчиной, женщины с другой женщиной, трансгендерного человека с другим трансгендерным человеком или трансгендерного человека с мужчиной или женщиной. Все супружеские пары, состоящие в партнерстве, имеют право усыновить ребенка. Сексуальная ориентация супружеской пары или партнеров не должна быть препятствием для их права на усыновление. Негетеросексуальные пары будут иметь равное право усыновить ребенка».
В настоящее время на рассмотрении в судах находится несколько ходатайств о заключении однополых браков. 12 июня 2020 года высший суд штата Уттаракханд признал, что, хотя однополые браки не могут быть законными, сожительство и «отношения совместного проживания» защищены законом.
В ответ на петицию, поданную в высший суд Дели однополой парой о легализации однополых браков, генеральный прокурор Тушар Мехта, представляющий правительство Индии, подтвердил, что однополые браки противоречат индийской культуре, что свидетельствует о двусмысленном подходе правительства к этому вопросу.

## Защита от дискриминации
Статья 15 Конституции Индии гласит:
15. Запрет дискриминации по признакам религии, расы, касты, пола или места рождения
   (1) Государство не должно дискриминировать любого гражданина только по признаку религии, расы, касты, пола, места рождения или любому из этих условий.
   (2) Ни один гражданин не должен на основании только религии, расы, касты, пола, места рождения или  любому из этих условий подвергаться какой-либо инвалидности, ответственности, ограничениям или условиям в отношении:
       (a) доступа в магазины, общественные рестораны, гостиницы и места общественных развлечений; или
       (b) использования колодцев, резервуаров, купален, дорог и мест общественного отдыха, содержащихся полностью или частично за счет государственных средств или предназначенных для использования широкой общественностью.
В деле Навтей Сингх Джохар против Союза Индии Верховный суд постановил, что Конституция Индии запрещает дискриминацию на основе сексуальной ориентации через категорию «пол». Аналогичным образом, в деле Национальное управление юридической службы против Союза Индии Верховный суд постановил, что дискриминация по признаку гендерной идентичности запрещена Конституцией.
Гендерная идентичность, по нашему мнению, является неотъемлемой частью пола, и ни один гражданин не может подвергаться дискриминации на основании гендерной идентичности, включая тех, кто идентифицирует себя как третий пол. Поэтому мы приходим к выводу, что дискриминация по признаку сексуальной ориентации или гендерной идентичности включает в себя любую дискриминацию, исключение, ограничение или предпочтение, которые имеют эффект аннулирования или переноса равенства перед законом или равной защиты законов, гарантированных нашей КонституциейСудья Верховного суда К.С. Паникер Радхакришнан
Верховный суд Индии также оставил комментарий по своему решению:
Пол, о котором идет речь в статье 15, не ограничивается только биологическими признаками человека, но также включает его "сексуальную идентичность и характер"
Несмотря на эти конституционные толкования, не было принято закона, запрещающего дискриминацию по признаку сексуальной ориентации при приеме на работу, поскольку действие статьи 15 распространяется только на дискриминацию со стороны государства или правительственных органов. Однако 4 февраля 2021 года высший суд Аллахабада постановил, что увольнение и дискриминация человека по признаку сексуальной ориентации является нарушением решения Верховного суда по делу Навтей Сингх Джохар против Союза Индии, следовательно, антидискриминационные положения распространяются на трудоустройство повсеместно. Кроме того, Закон о недвижимости (регулирование и развитие) 2016 года объявил вне закона дискриминацию в жилищной сфере на основании религии, касты, пола, сексуальной ориентации, семейного положения и диетических предпочтений. В случае физических нападений на представителей ЛГБТ против преступника применяется статья 307 (покушение на убийство) или статья 323 (умышленное причинение вреда) Уголовного кодекса Индии. В случае языка ненависти ранее использовался статья153 A (Закон о языке ненависти) кодекса.
Принятый в 2019 году, Закон о трансгендерных лицах (защита прав) 2019 года запрещает дискриминацию трансгендерных людей в образовательных учреждениях и сфере услуг, при трудоустройстве, в сфере здравоохранения, в доступе к «использованию любых товаров, жилья, услуг, средств, льгот, привилегий или возможностей, предназначенных для использования широкой общественностью или обычно доступных для общественности», в праве на передвижение, в праве «проживать, покупать, арендовать или иным образом занимать любую собственность», в возможности баллотироваться или занимать государственные или частные должности, а также в государственных или частных учреждениях.
Некоторые представители трансгендерного сообщества высказали свои сомнения по поводу сложности получения сертификата, а также из-за недостаточной осведомленности и отсутствия чуткости к этому вопросу среди местных государственных служащих. Против законопроекта прошли протесты ЛГБТК-сообщества, в ходе которых утверждалось, что законопроект вредит трансгендерному сообществу, а не помогает ему. Протестующие отметили положение о сертификации, но раскритиковали тот факт, что это потребует от людей регистрации в правительстве для того, чтобы быть признанными транслюдьми. Они также критиковали неравенство, присущее огромной разнице в наказании за одно и то же преступление, такое как сексуальное насилие, совершенное в отношении трансгендерного или цисгендерного человека.
ЛГБТ-активисты призывают людей, столкнувшихся с дискриминацией из-за своей сексуальной ориентации или гендерной идентичности в других негосударственных областях, подавать иски в суд, стремясь проверить судебную практику, установленную этими двумя решениями. Они также выступают за принятие четкого антидискриминационного закона, который бы распространялся на все страны.

### Дискриминация и буллинг в высшем образовании
Дискриминация, буллинг и рэггинг, направленные на студентов по причине их сексуальной ориентации или гендерной идентичности, запрещены в соответствии с Постановлением UGC о пресечении угрозы рэггинга в высших учебных заведениях (третья поправка) от 2016 года.

### Военная служба
ЛГБТ запрещено открыто служить в вооруженных силах Индии. В конце декабря 2018 года член парламента Джагдамбика Пал внес в парламент Индии законопроект о внесении поправок в Закон об армии 1950 года, Закон о флоте 1957 года и Закон о ВВС 1950 года, которые позволили бы ЛГБТ служить в вооруженных силах. Законопроект был отложен в Лок сабхе.

### Инциденты
Актёр Камал Рашид Хан был оштрафован полицией 9 декабря 2018 года за непристойные комментарии в адрес ЛГБТ-сообщества.

## Права трансгендерных людей

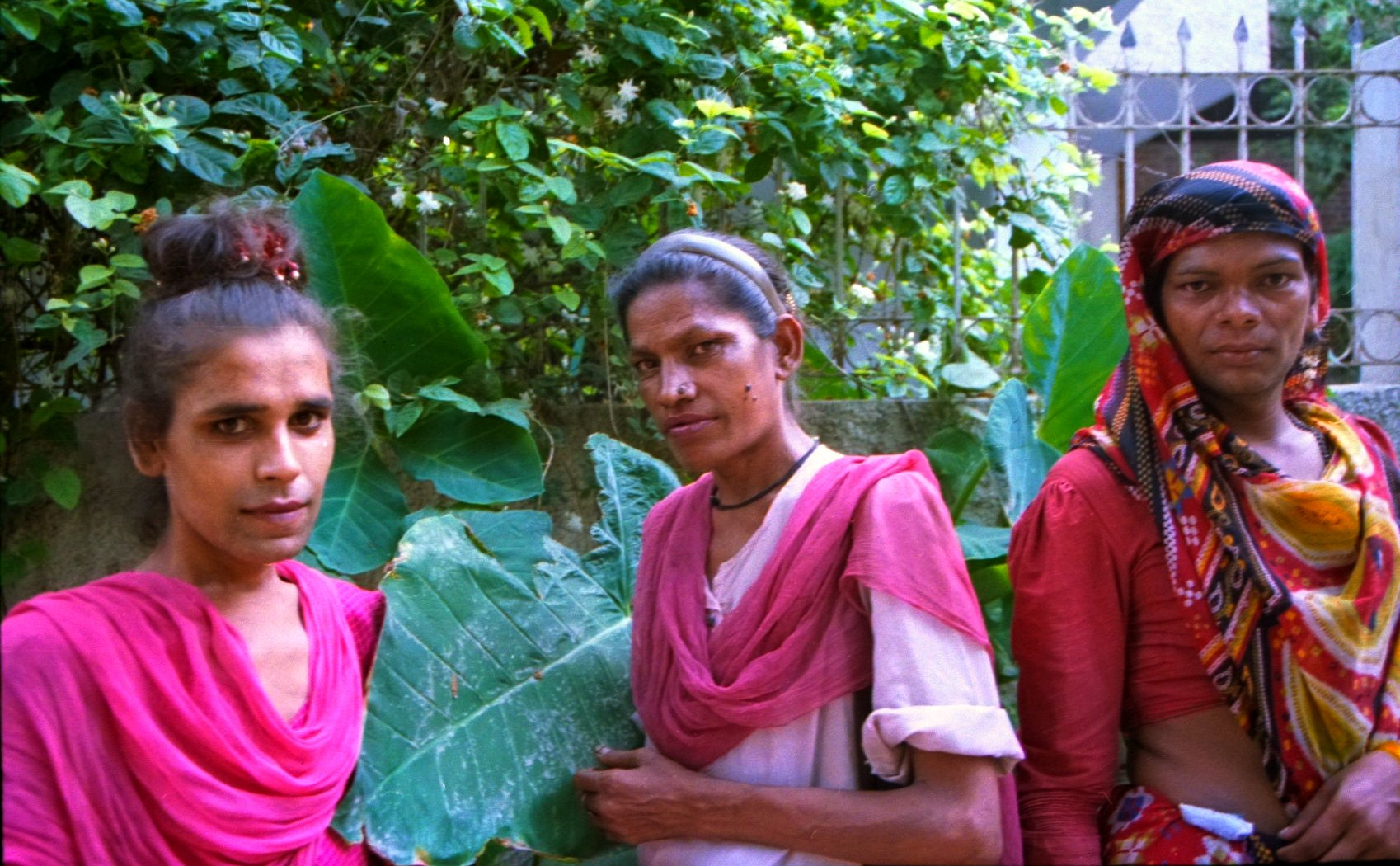
Три хиджры в Нью-Дели

В Индии традиционно признается третий пол, который общество считает ни мужским, ни женским. Такие люди известны как хиджры или хиджады (на языке хинди, майтхили и догри: हिजड़ा; бенгали: হিজড়া; непали: हिजडा; маратхи: हिजडा). В телугу они называются напуншакуду (నపుంసకుడు) или хиджра (హిజ్రా), в урду — хваджа сара (ہیجڑا), в гуджарати — павайа (પાવૈયા) или хиджада (હીજડા), на тамильском как аравани (அரவாணி), на панджаби как хужра (ਖੁਸਰਾ), на языке одиаи как хинджада (ହିଂଜଡା), на синдхи как хадра (کدڙا), на малаялам — сандан (ഷണ്ഡന്) или хиджада (ഹിജഡ), на каннада — чхакка (ಚಕ್ಕ), на конкани - кходжи (खोज्जि), на манипури — нупи манби, на кашмири — напумсах (नपुंसख्), на ассамском — нпуншк (নপুংসক), на сантали — чакра (ᱪᱟᱠᱨᱟ), на санскрите — клиба (क्लीब), напумса (नपुंस) или шандха (षण्ढ), а на мизо — мил тилрех. В англоязычных и русскоязычных публикациях этими терминами называют евнухов, интерсексуальных людей или трансгендеров.
Хиджры получили право голоса в качестве третьего пола в 1994 году. Из-за предполагаемой юридической двусмысленности процедуры индийские трансгендеры испытывают трудности с доступом к безопасным медицинским учреждениям для проведения операции. 15 апреля 2014 года Верховный суд Индии объявил трансгендеров социально и экономически подавляемым классом, имеющим право на резервирование в сфере образования и рабочих мест, а также обязал правительства Союза и штатов разработать для них программы социального обеспечения. Суд постановил, что трансгендеры имеют фундаментальное конституционное право изменить свой пол без какой-либо операции, и призвал правительство Союза обеспечить равное обращение с трансгендерами. Суд также постановил, что Конституция Индии обязывает признавать третий пол в официальных документах, и что статья 15 запрещает дискриминацию по признаку гендерной идентичности. В свете этого постановления государственные документы, такие как удостоверения личности избирателя, паспорта и банковские анкеты, начали предоставлять возможность выбора третьего пола наряду с мужским (M) и женским (F), обычно обозначаемого как «другой» (O), «третий пол» (TG) или «трансгендер» (T).
В 2013 году трансгендерные и гендерные активисты С. Свапна и Гопи Шанкар Мадурай из организации Srishti Madurai устроили акцию протеста в коллекторате Мадурая 7 октября 2013 года, требуя резервирования и разрешения альтернативным полам участвовать в экзаменах, проводимых TNPSC, UPSC, SSC и банками. С. Свапна, кстати, успешно обратилась в высший суд Мадраса в 2013 году, требуя разрешения написать экзамен TNPSC группы II в качестве кандидата-женщины. Свапна - первый трансгендер, сдавший экзамены TNPSC группы IV.

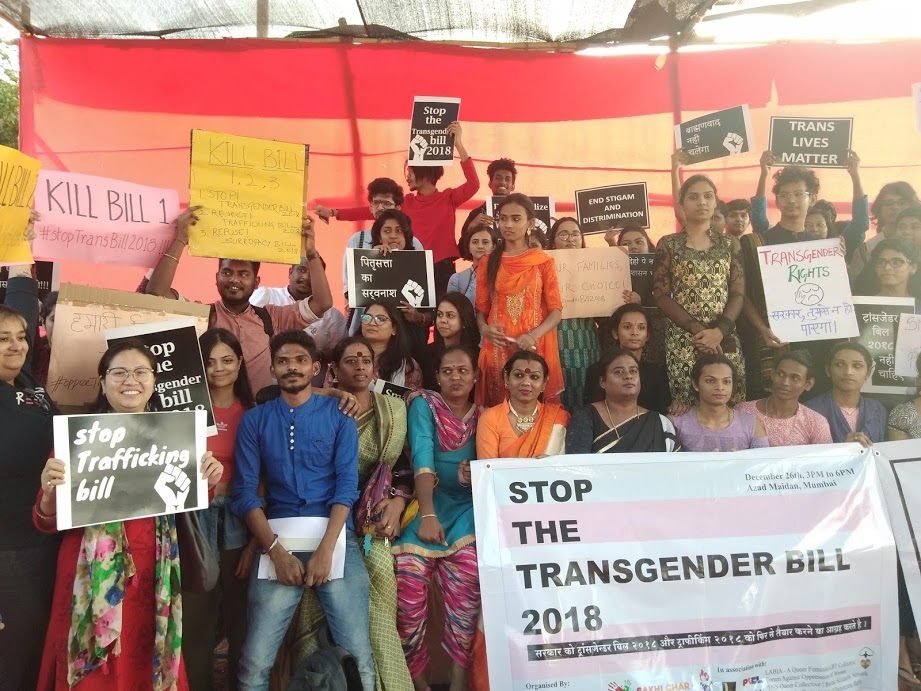
Члены сообщества трансгендеров протестуют против законопроекта о трансгендерах 2019 года в Мумбаи, декабрь 2018 года.

24 апреля 2015 года Раджья сабха единогласно приняла законопроект о правах трансгендеров 2014 года, гарантирующий трансгендерам права и льготы, резервирование в сфере образования и рабочих мест (2% резервирование на государственных должностях), юридическую помощь, пенсии, пособия по безработице и повышение квалификации. Он также содержит положения о запрете дискриминации в сфере занятости, а также о предотвращении жестокого обращения, насилия и эксплуатации трансгендеров. Законопроект также предусматривает создание советов по социальному обеспечению в центре и на уровне штатов, а также судов по правам трансгендеров. Законопроект был внесен депутатом от ДМК Тиручи Сивой и стал первым случаем принятия верхней палатой законопроекта частного члена за последние 45 лет. Однако законопроект содержал несколько аномалий, и в нём не было ясности относительно того, как различные министерства будут координировать свои действия по реализации его положений. Законопроект так и не был вынесен на голосование в нижней палате.
11 июня 2015 года министр социальной справедливости и расширения прав и возможностей Таавар Чанд Гелот заявил, что правительство Союза представит новый комплексный законопроект о правах трансгендеров на муссонной сессии парламента. Законопроект будет основан на исследовании по вопросам трансгендеров, проведенном комитетом, назначенным 27 января 2014 года. По словам Гелота, правительство стремится предоставить трансгендерам все права и льготы, которыми в настоящее время пользуются зарегистрированные касты и зарегистрированные племена.
Законопроект о трансгендерных лицах (защита прав), 2016, который был первоначально внесен в парламент в августе 2016 года, был повторно внесен в парламент в конце 2017 года. Некоторые трансгендерные активисты выступили против законопроекта, поскольку в нём не рассматриваются такие вопросы, как брак, усыновление и развод для трансгендерных лиц. Аккай Падмашали раскритиковал содержащееся в законопроекте определение трансгендерности, в котором говорится, что трансгендерность «основана на базовом предположении биологического детерминизма». Законопроект прошёл Лок Сабху 17 декабря 2018 года с 27 поправками, включая спорный пункт, запрещающий трансгендерам заниматься попрошайничеством. Законопроект был направлен в парламентский комитет, но с роспуском Лок Сабхи 16-го созыва утратил силу.
Правительственный законопроект, Законопроект о трансгендерных лицах (защите прав) 2019 года, был вновь внесен в парламент после всеобщих выборов 2019 года. Законопроект был одобрен 10 июля Кабинетом министров Индии. Законопроект определяет трансгендеров как лиц, «чей пол не соответствует полу, присвоенному этому лицу при рождении, и включает транс-мужчин или транс-женщин, лиц с интерсексуальными вариациями, гендер-квиров и лиц с социокультурной идентичностью, таких как киннар, хиджра, аравани и джогта». Человек будет иметь право выбора идентифицировать себя как мужчину, женщину или «трансгендера». Однако трансгендеры обязаны обращаться к районному магистрату для удостоверения своей гендерной идентичности, а также требовать доказательств проведения операции по смене пола. Законопроект запрещает дискриминацию трансгендеров в девяти областях, таких как образование, трудоустройство и здравоохранение. Однако трансгендерные активисты критикуют законопроект за то, что в нём ничего не говорится о реальном средстве защиты или механизме интеграции трансгендерных людей в общественное пространство и улучшения качества их жизни, о том, как государство намерено обеспечивать соблюдение этого запрета, или о том, что будет делать государство, если и когда такая дискриминация все же произойдет. Законопроект также критикуют за то, что он не учитывает ни одно из предложений, сделанных трансгендерными активистами; а именно, что он предусматривает выдачу трансгендерным людям сертификатов, удостоверяющих их личность и признающих их «трансгендерными», и, следовательно, исключает другие гендерные идентичности. Хотя в определение трансгендерных лиц включены такие термины, как «транс-мужчины», «транс-женщины», «лица с интерсексуальными изменениями» и «гендер-квир», эти термины не определены. Законопроект предусматривает создание «Национального совета по делам трансгендеров», в который войдут представители правительства и общественности, и который будет консультировать правительство Союза по вопросам разработки политики в отношении трансгендеров, контролировать и оценивать воздействие этой политики, координировать деятельность всех ведомств, занимающихся этими вопросами, и рассматривать жалобы трансгендеров. Из законопроекта был исключен спорный пункт, предусматривающий уголовную ответственность за попрошайничество для трансгендеров. Другой спорный пункт, согласно которому трансгендеры должны были пройти сертификацию в районной комиссии по отбору, чтобы быть признанными трансгендерами, также был исключен. Законопроект подвергся дальнейшей критике в связи с проблемой сексуального насилия; он предусматривает максимальное наказание в виде двух лет лишения свободы за сексуальное нападение на трансгендера, в то время как минимальное наказание за изнасилование цисгендерной женщины составляет 10 лет. Законопроект был принят Лок Сабхой 5 августа 2019 года голосованием, и Раджья Сабхой 25 ноября 2019 года. Он был подписан президентом Рамом Натхом Ковиндом 5 декабря, став Законом о трансгендерных лицах (защите прав) 2019 года.
22 апреля 2019 года высший суд Мадраса, верховный суд штата Тамилнад, постановил, что термин «невеста» в соответствии с Законом об индуистских браках 1955 года включает трансгендерных женщин. В частности, он предписал властям зарегистрировать брак между мужчиной и трансгендерной женщиной.

### Законы штатов
Штаты Тамилнад и Керала были первыми индийскими штатами, которые ввели политику социального обеспечения трансгендеров. Согласно этой политике, трансгендеры могут получить доступ к бесплатной операции по изменению пола в государственных больницах (только для мужчин и женщин), бесплатному жилью, различным документам о гражданстве, поступлению в государственные колледжи с полной стипендией для получения высшего образования, альтернативным источникам средств к существованию путем создания групп самопомощи (для сбережений) и инициирования программ получения дохода. Тамилнад также стал первым штатом, где был создан совет по благосостоянию трансгендеров, в который вошли представители сообщества трансгендеров. В 2016 году штат Керала начал предоставлять бесплатные операции в государственных больницах.
В штате Западная Бенгалия в 2015 году был создан совет по вопросам благосостояния трансгендеров для координации всех политических решений и работы по развитию, касающихся трансгендерного населения штата. Однако несколько трансгендерных активистов назвали совет «полным провалом». Предполагалось, что совет будет собираться раз в месяц с участием представителей многочисленных государственных ведомств штата, но по состоянию на июль 2017 года он собирался всего пять раз.
В июле 2016 года штат Одиша ввел в действие социальные льготы для трансгендеров, предоставив им те же льготы, что и тем, кто живёт за чертой бедности. Это было направлено на улучшение их общего социального и экономического статуса, по данным Департамента социального обеспечения штата Одиша.
Правительство штата Химачал-Прадеш создало медицинские комиссии на уровне округа и штата для оказания помощи трансгендерным людям. В штате также приняты различные программы, предусматривающие пенсии, повышение квалификации, стипендии и финансовую поддержку родителей трансгендеров.
В апреле 2017 года Министерство питьевой воды и санитарии поручило штатам разрешить трансгендерам пользоваться общественным туалетом по своему выбору.
22 августа 2017 года в Чандигархе был создан совет по делам трансгендеров. В состав совета вошли члены департамента полиции, департамента социального обеспечения, департамента образования и департамента права, медицинские работники, представители университета Пенджаба и др..
В октябре 2017 года правительство штата Карнатака выпустило Политику штата в отношении трансгендеров 2017 года, целью которой является повышение осведомленности о трансгендерах во всех учебных заведениях штата. Образовательные учреждения будут решать проблемы насилия, жестокого обращения и дискриминации в отношении трансгендеров. Также был создан комитет по мониторингу, призванный расследовать сообщения о дискриминации.
28 ноября 2017 года Н. Чандрабабу Найду, главный министр штата Андхра-Прадеш, объявил о введении пенсионных планов для трансгендеров. 16 декабря 2017 года кабинет министров штата Андхра принял эту политику. Согласно этой политике, правительство штата будет предоставлять сумму в размере ₹1 500 в месяц каждому трансгендеру старше 18 лет для получения пенсии по социальному обеспечению. Правительство также построит специальные туалеты в общественных местах, таких как торговые центры и кинозалы, для трансгендеров. Кроме того, в штате был создан совет по социальному обеспечению трансгендеров.
В январе 2018 года министр финансов Кашмира внес в Законодательное собрание Джамму и Кашмира предложение, согласно которому трансгендерам будет предоставляться бесплатное страхование жизни и медицинское страхование, а также ежемесячная пенсия для тех, кто старше 60 лет и зарегистрирован в Департаменте социального обеспечения. Трансгендерные активисты критиковали некоторые аспекты законопроекта, включая требование о создании медицинских комиссий для выдачи «сертификатов трансгендера».
В мае 2018 года правительство Дели объявило о намерении создать комитет из семи человек для рассмотрения вопросов, связанных с сообществом трансгендеров, включая проблемы сексуального насилия, дискриминации на работе, а также другие общественные проблемы. «У нас будет специальная ячейка для трансгендеров, которую возглавит представитель сообщества. В комиссию поступает много жалоб на жестокое обращение с ними. Ячейка позволит нам сосредоточиться на проблемах, с которыми сталкиваются [трансгендеры], и обеспечить членам комиссии большую поддержку и безопасность», - сказала Свати Маливал, глава Комиссии Дели по делам женщин.
В июле 2018 года Совет по благосостоянию трансгендеров Раджастана объявил, что начнет выдавать «многоцелевые удостоверения личности» примерно 75 000 трансгендеров в штате, чтобы помочь им получить доступ к государственным программам и льготам.
В конце сентября 2018 года высший суд Уттаракханда предписал правительству штата обеспечить резервирование мест для трансгендеров в образовательных учреждениях и разработать программы социального обеспечения для улучшения положения трансгендеров.
В начале 2019 года Департамент социального обеспечения штата Ассам опубликовал проект «политики в отношении трансгендеров» с многочисленными целями, включая предоставление трансгендерам доступа к образовательным учреждениям, обеспечение крова и санитарных условий для бездомных, повышение осведомленности и выдачу удостоверений личности для самоидентификации. Всеассамская ассоциация трансгендеров подвергла критике некоторые аспекты политики, а именно определение термина «трансгендер».
В феврале 2019 года правительство Махараштры создало «Совет по благосостоянию трансгендеров» для проведения программ здравоохранения и предоставления формального образования и возможностей трудоустройства трансгендерам. Совет предоставляет программы повышения квалификации, чтобы помочь трансгендерам найти работу, и бесплатное жилье для тех, кто ищет стипендию. В том же месяце аналогичный совет был создан в соседнем штате Гуджарат. Совет Гуджарата предоставляет различные программы социального обеспечения для трудоустройства и образования, а также координирует работу с департаментами штата, чтобы гарантировать, что трансгендерное сообщество сможет воспользоваться преимуществами государственных программ. Также была организована образовательная кампания для повышения осведомленности населения.
В июле 2019 года правительство Бихара объявило о создании совета по социальному обеспечению трансгендеров, который будет расследовать и сообщать о социальных и правовых проблемах, с которыми сталкиваются трансгендеры в штате, и предоставлять финансовую помощь в размере до ₹150 000 на операцию по смене пола. Кроме того, лица, отказывающие трансгендерам в аренде жилья или предоставлении медицинских услуг, будут наказываться тюремным заключением на срок от шести месяцев до двух лет.
В августе 2019 года штат Мадхья-Прадеш объявил о намерении создать в ближайшем будущем совет по социальному обеспечению трансгендерного сообщества. Вопросы будут включать ежемесячное пособие родителям интерсексуальных детей, положения о резервировании рабочих мест для трансгендеров в правительстве и отдельные общественные туалеты.

## Условия жизни

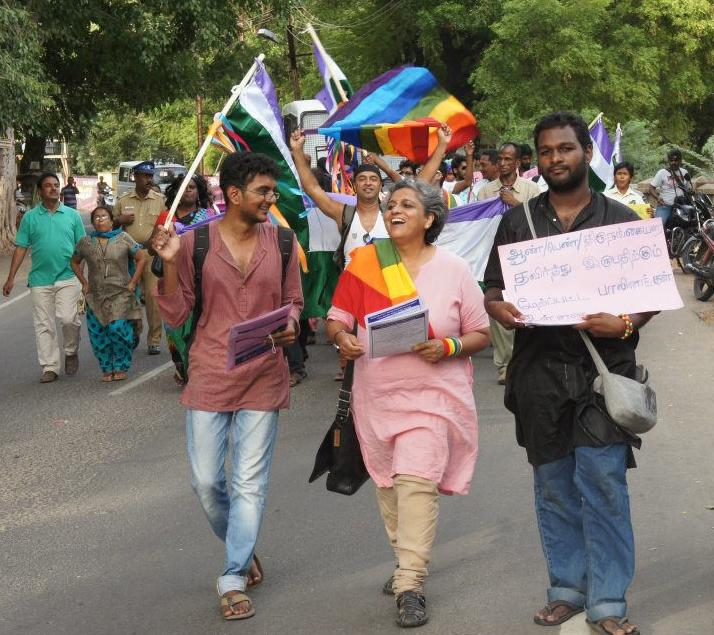
Первый в Азии парад гендерной гордости в Мадурае, штат Тамилнад (2012 год). На переднем плане - Анджали Гопалан

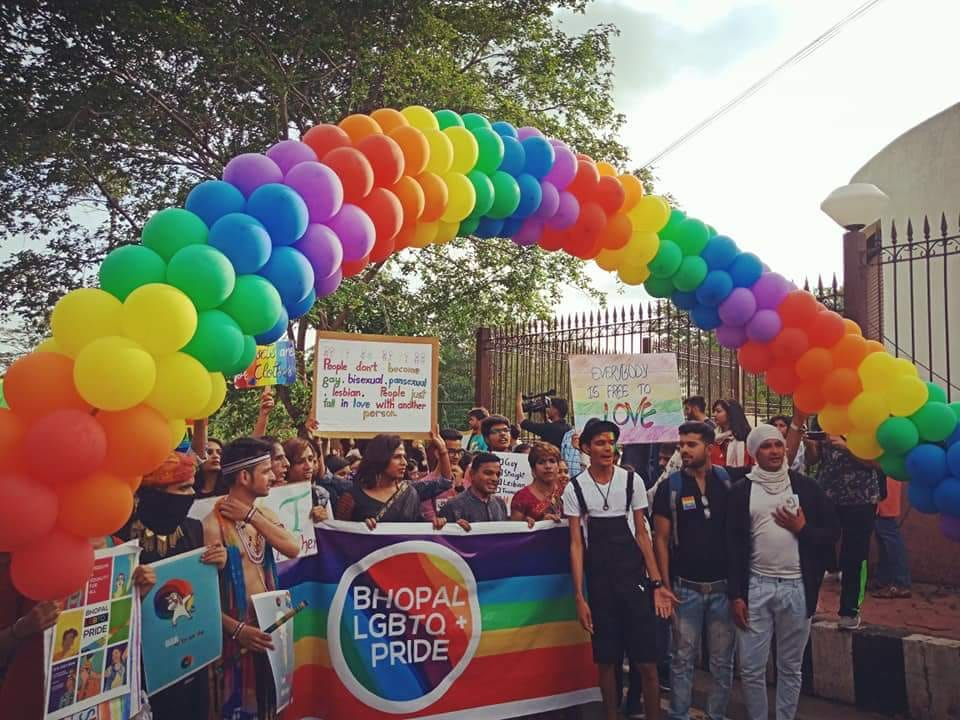
Участники парада «Бхопал Прайд 2018» в штате Мадхья-Прадеш